# Ložnica pri Žalcu
Ložnica pri Žalcu – wieś w Słowenii, w gminie Žalec. W 2018 roku liczyła 482 mieszkańców.